# Oeagra mystica
Oeagra mystica är en insektsart som beskrevs av Stsl 1863. Oeagra mystica ingår i släktet Oeagra och familjen lyktstritar. Inga underarter finns listade i Catalogue of Life.